# City of Ten Thousand Buddhas
City of Ten Thousand Buddhas is een boeddhistisch tempelcomplex in Ukiah (Californië). Het is in 1974 opgericht door meester Hsuan Hua en was een van de eerste Chinese Chan-boeddhistische tempels van de Verenigde Staten. De bouw ervan werd in 1982 afgerond. Het wordt beheerd door de Dharma Realm Buddhist Association.